# 二フッ化ラドン
二フッ化ラドン（にフッかラドン、英: radon difluoride）は、貴ガス化合物の一つで、ラドンのフッ化物である。ラドンは容易にフッ素と反応して固体の二フッ化ラドンを形成するが、気化する前に分解してしまうため正確な組成は分かっていない。計算化学の結果はイオン性を示唆している。ラドンの放射性崩壊のため、ラドン化合物の有用性は限られている。最も半減期が長い同位体でも3.824日である。その強い放射能のため化学者はあまりラドン化合物を調査しなかったが、少数の化合物が知られている。